# Fadogia homblei
Fadogia homblei är en måreväxtart som beskrevs av De Wild.. Fadogia homblei ingår i släktet Fadogia och familjen måreväxter. Inga underarter finns listade i Catalogue of Life.